# Филипп II (герцог Брауншвейг-Грубенхагена)
Филипп II (2 мая 1533 — 4 апреля 1596) — герцог Брауншвейг-Люнебурга, последний князь Грубенхагена с 1595 года до своей смерти. Когда он умер в 1596 году, грубенхагенская ветвь Вельфов пресеклась, после чего княжество отошло герцогу Генриху Юлию Брауншвейг-Вольфенбюттельскому.

## Биография
Филипп II был сыном герцога Филиппа I Брауншвейг-Грубенхагенского и его жены Екатерины Мансфельдской (1501—1535). Филипп II был младшим из девяти братьев и сестёр, шесть из которых достигли совершеннолетия. После смерти герцога Филиппа I в 1551 году его первым преемником стал его старший сын Эрнст III. После смерти Эрнста в 1567 году правителем стал его брат Вольфганг. Когда в 1595 году он также умер без наследников мужского пола, князем Грубенхагена стал Филипп II.
Герцог Филипп II был женат на своей двоюродной сестре Кларе Брауншвейг-Вольфенбюттельской (1532—1595), назначенной аббатисой Гандерсхайма. Она отказалась от этой церковной должности после того, как аббатство было оккупировано и разграблено войсками Шмалькальденского союза в ходе Реформации. Супруги поселились в секуляризированном монастыре в Катленбурге, который Филипп II перестроил в стиле Ренессанса.
В 1595 году герцог Филипп II перенёс свою резиденцию из Катленбурга в замок Герцберг. Он правил менее одного года. Когда он умер бездетным в 1596 году, грубенхагенская боковая линия Вельфов пресеклась, а княжество Грубенхаген было аннексировано его двоюродным братом Генрихом Юлием из Брауншвейг-Вольфенбюттельским. Тем не менее, люнебургская ветвь Вельфом выступила против аннексии и передало дело в имперский камеральный суд. В 1617 году после продолжительного судебного разбирательства сыну Генриха Юлия, Фридриху Ульриху, пришлось уступить бывшее княжество Грубенхаген герцогу Кристиану Брауншвейг-Люнебургскому.